# Геттштадт
Геттштадт (нім. Hettstadt) — громада в Німеччині, розташована в землі Баварія. Підпорядковується адміністративному округу Нижня Франконія. Входить до складу району Вюрцбург. Центр об'єднання громад Геттштадт.
Площа — 13,92 км2. Населення становить 3669 ос. (станом на 31 грудня 2020).